# ویثین تمپتیشن
ویثین تمپتیشن یا ویتین تمپتِیشن (به انگلیسی: Within Temptation) یک گروه موسیقی هلندی است. این گروه در سال ۱۹۹۶ توسط رابرت وسترهولت گیتاریست و شارون دن ادل خواننده پایه‌گذاری شد.
سبک این گروه موسیقی گوتیک متال و سمفونیک متال به حساب می‌آید. هرچند دن ادل در مصاحبه‌ای اعلام کرده ما بیشتر خود را سمفونیک راک می‌دانیم. به نظر من، ما گروهی گوتیک نیستیم…
بعد از انتشار اولین آلبوم در سال ۹۷ با عنوان Enter، گروه فعالیت خود را به صورت زیرزمینی تا سال ۲۰۰۱ ادامه داد. در سال ۲۰۰۱ با انتشار آلبوم مام زمین و برجسته‌ترین آهنگ آن یعنی ملکهٔ یخ این گروه به شهرت عمومی در سرتاسر دنیا و رتبهٔ دوم در چارت رسید. این آلبوم در سرتاسر اروپا فروشی بالغ بر ۳۵۰هزار نسخه داشت که در مقایسه با آلبوم اول (با فروش ۱۰۰هزار نسخه در اروپا) جهش قابل ملاحظه ای به حساب می‌آمد. آلبوم بعدی در سال ۲۰۰۴ با فروشی در حدود ۵۰۰هزار نسخه در اروپا و کسب رتبهٔ اول در چارت جایگاه آن‌ها را در بین علاقه‌مندان موسیقی گوتیک تثبیت کرد. ویثین تمپتیشن به معنای وسوسه درون است.

## اعضا

### فعلی
- شارون دن ادل (Sharon den Adel) خواننده (۱۹۹۶-)
- رابرت وسترهولت (Robert Westerholt) گیتارها (۱۹۹۶-)
- رود آدریانوس جولی (Ruud Adrianus Jolie) گیتارها (۲۰۰۱-)
- یرون فان فِین (Jeroen van Veen) گیتار بیس (۱۹۹۶-)
- مارتَین اسپیرنبورخ (Martijn Spierenburg) کیبورد (۲۰۰۱-)
- مایک کولن (Mike Coolen) درام (۲۰۱۱)

رود آدریانوس جولی
رود جولی (متولد در ۱۹ آوریل ۱۹۷۶ در تیلبورگ، هلند) گیتاریست اصلی باند سمفونیک باند ویتین تمپتیشن است. بعد از دیدن کنسرت ایرون میدن شروع به نواختن گیتار کرد. وی فارغ‌التحصیل رشته موسیقی در سال ۱۹۹۹ است. رود در سال ۲۰۰۱ جایگزین میشل پیپن هوف گیتاریست ویتین تمپتیشن شد و یکی از اعضای اصلی گروه به‌شمار می‌آید. وی یک پروژه شخصی به نام (فور آل وی نو) دارد و همچنین عضو گروه میدن یونایتد هم هست و استاد کالج موسیقی متال در هلند هم هست.
شرون دن ادل
شرون دن ادل، خواننده و شخص اول گروه است. شرون در ابتدای زندگی خود در کشورهای زیادی مانند اندونزی و هند زندگی می‌کرد ولی در هنگام ورود به دبیرستان به هلند بازگشت و حتی رقص معروفی که در اجراهایش دارد الهام گرفته از یک رقص هندی است. وی در دبیرستان به یک گروه موسیقی پیوست و پس از مدتی رابرت وسترهولت را ملاقات کرد که هم‌اکنون شریک زندگی وی است. شرون و رابرت گروهی به نام «دِ پرتال» تأسیس کردند که قبل از منتشر کردن اولین آهنگ نام گروه رو به «ویثین ثمپتیشن» تغییر دادند تا یکی از قوی‌ترین گروه‌های موسیقی کار خود را شروع کرده باشد.
شرون دارای صدای متزو سوپرانو می‌باشد که نقش بزرگی در موفقیت گروه دارد با اینکه به گفته خودش هیچ موقع کلاس آواز نرفته و فقط با تمرین خودش را به این سطح رسانده.
وی قبل از معروف شدن گروه در یک شرکت مد کار می‌کرد که پس از موفقیت آهنگ خاطره انگیز (ملکه ی یخ) بیشتر توجه خود را به موسیقی معطوف کرد.
شرون با هنرمندها و گروه‌های زیادی از جمله (اونتیژا)، (ارمین ون بورن)، (مارکو هیِتالا)، (دیلین)، (تیمو تولکی) و… همکاری‌های موفقی داشته‌است. شرون و رابرت دو پسر به نام های (روبین ایدن) و (لوگان اروین) و یک دختر به نام (اوا لونا) دارند. همچنین وی فارغ‌التحصیل لیسانس از رشته طراحی مد هم هست و طراحی لباسهای گروه را هم بر عهده دارد. شرون دو بار در سال‌های ۲۰۱۱ و ۲۰۱۴ الهه موسیقی راک و متال از سوی سایت معتبر (لودوایر) انتخاب شده.
رابرات وسترهولت
رابرت در سال هزار و نهصد و نود و دو گروه (د سیرکل) رو تشکیل داد که مارتاین اسپیرنبورگ و یرون فان فین کیبورد زن و بیسیست حال ویتین تمپتیشن رابرت را همراهی می‌کردند در اون گروه و در همان سال اولین دمو آلبوم خود را به نام (سمفونی شماره یک) منتشر کردند. در سال نود و پنج (د سیرکل) تنها آلبوم خود را پس از فروپاشی منتشر کرد به نام (در آغوش گرفتن) که شرون در اهنگ (فروزن) همکاری کرد با رابرت. رابرت بعد از (د سیرکل) با کمک شرون دن ادل در سال ۱۹۹۶ بند ویتین تمپتیشن را تأسیس کرد. قبل از تأسیس ویتین تمپتیشن رابرت در یک مؤسسه خیریه کار می‌کرد اما آنجا را ترک کرد تا زندگی‌اش را وقف ویتین تمپتیشن کند. وی در سال ۲۰۱۱ گروه را ترک کرد اما فقط در اجراهای زنده و در استودیو گروه را همراهی می‌کند.

### قبلی
- ایفار دِخراف (Ivar de Graaf);درام (۱۹۹۶–۱۹۹۸، ۱۹۹۹–۲۰۰۱)
- مارتَین وسترهولت (Martijn Westerholt) کیبورد (۱۹۹۶–۲۰۰۱)
- میخیل پاپـِنهووفه (Michiel Papenhoeve)؛ گیتار (۱۹۹۶–۲۰۰۱)
- یله باکر (Jelle Bakker)؛ گیتار (۲۰۰۱)
- سیرو پالما (Ciro Palma)؛ درام (۱۹۹۸–۱۹۹۹)
- دنیس لِیفلانگ Dennis Leeflang؛ درام (۱۹۹۶)
- ریشارد ویلِمسه (Richard Willemse)؛ درام (۱۹۹۶)
- استِیفن فان هاسترخت (Stephen van Haestregt) درام (۲۰۰۲–۲۰۱۱)

## ترانه‌شناسی
- داخل بشو (۱۹۹۷)
- مادر زمین (۲۰۰۰)
- نیروی بی صدا (۲۰۰۴)
- قلب همه چیز (۲۰۰۷)
- بی بخشش (۲۰۱۱)
- هیدرا (۲۰۱۴)